# Genève (kanton)
Genève (Duits: Genf; Frans: Genève; Italiaans: Ginevra; Reto-Romaans: Genevra; officieel: République et Canton de Genève) is een kanton in het westen van Zwitserland en telt 524.410 inwoners (31 december 2023).

## Geschiedenis
Al in de Keltische tijd woonden hier mensen en was Genève hoofdstad van het volk der Allobrogi. Ook in de Romeinse tijd wordt er melding van gemaakt. Genève was een bisschopstad van ongeveer 400-1536. Verschillende Bourgondische koningen hebben er geheerst van de 5e eeuw tot de 11e eeuw. Het calvinisme is in de 16e eeuw in Genève ontstaan. De kerk waar Calvijn gepredikt heeft staat in Genève. Met het Verdrag van Turijn (1754) erkende de koning van Piëmont-Sardinië (hertog van Savoye) officieel de afscheuring van de protestantse republiek Genève.
Van 1798 tot 1814 werd Genève bezet door Frankrijk.
Het kanton Genève werd in 1815 gevormd door de stad Genève, de daarbij horende gebieden en bezit en door het Congres van Wenen toebedeelde toenmalige Franse gebieden en delen van Savoie (bijvoorbeeld de stad Carouge). Van oorsprong is het kanton gereformeerd, maar door de veranderingen in de bevolkingssamenstelling heeft het rooms-katholieke geloof de overhand.
Na 1815 regeerde nog altijd het aristocratische regime, het kanton bleef dan ook neutraal in de Sonderbund-oorlog (1847). Echter in 1848 stemde het in met de nieuwe grondwet van de bondsstaat. Sindsdien is het een van de meest liberale kantons in Zwitserland.

## Geografie
Het kanton ligt aan het Meer van Genève en wordt doorstroomd door de Rhône. Het kanton is vrijwel geïsoleerd van de andere Zwitserse kantons. Het kanton grenst alleen aan het kanton Vaud. Voor de rest is het omklemd door Frankrijk via de departementen Ain aan de noordkant en Haute-Savoie aan de zuidkant. De gemeente Céligny ligt als een exclave in Vaud.

## Demografische evolutie van het kanton
Bron: https://www.bfs.admin.ch/bfs/de/home/statistiken/bevoelkerung/stand-entwicklung.assetdetail.32229209.html

## Economie
Het kanton wordt gedomineerd door de stad Genève. Het is een centrum voor handel en banken. Veel Zwitserse banken bevinden zich in Genève, speciaal op het gebied van "private banking". De diensten zijn het belangrijkst, er bevinden zich enige hoofdkantoren van internationale bedrijven en organisaties in Genève, bijvoorbeeld de Verenigde Naties, de internationale postunie, het Rode Kruis en de wereldgezondheidsorganisatie. In de landelijke gedeelten wordt voornamelijk granen en wijn geproduceerd.
Vele beroemde en duurdere horlogemerken komen uit Genève.
Genève heeft een eigen internationale luchthaven Genève-Cointrin, bovendien is de stad aangesloten op de Franse TGV.

## Religie
Het calvinisme is in de 16e eeuw in Genève ontstaan. De kerk waar Calvijn gepredikt heeft staat in Genève. In 2000 waren de inwoners van het kanton voor 17,5% protestant en voor 39,5% rooms-katholiek. 22,6% van de bevolking was niet-gelovig.

## Talen
Moedertaal (2002):
- Frans: 75,8%
- Duits: 3,9%
- Engels: 3,9%
- andere talen: 17,4%

38,7% van de bevolking van Genève heeft geen Zwitsers paspoort (2003).

## Plaatsen en gebieden
Het kanton heeft volgende steden binnen de grenzen (dec. 2023):
- Genève, 206.635 inwoners
- Vernier, 37.460 inwoners
- Lancy, 36.229 inwoners
- Carouge, 22.311 inwoners
- Meyrin, 20.581 inwoners
- Onex, 18.886 inwoners
- Thônex, 16.690 inwoners
- Versoix, 13.846 inwoners

## Toerisme
Belangrijke bezienswaardigheden zijn:
- Romaans-Gotische kathedraal Sint Peter (uit 1232)
- Huis waar Jean-Jacques Rousseau geboren is
- Raadhuis (uit de 15e eeuw)
- Verenigde Naties (Volkenbondpaleis), hier was tot 1939 de Volkenbond gevestigd (gebouwd door Hannes Meyer)
- Internationale reformatiegedenkstandbeeld (1917)
- Servetus gedenksteen (1903)
- Engelse tuin
- Botanische tuin
- Internationale Autosalon van Genève
- Fontein van Genève (Jet d'Eau)
- Museum van het Rode Kruis en de Rode Halve Maan